# موتر طاقة الوضع لتشاندراسخار
يعبر موتر طاقة الوضع لتشاندراسخار في الفيزياء الفلكية طاقة عن طاقة الجاذبية الكامنة للجسم الناجمة عن جاذبيته والناشئة عن توزع كتلة جسمه. سُمِّيَت هذه الدالة على اسم عالم الفيزياء الفلكية الأمريكي الهندي سوبرامانين تشاندراسخار. وبعبارة أخرى، يعتبر موتر تشاندراسخار تعميم لطاقة الوضع؛ يعطي تتبع موتر تشاندراسخار الطاقة الكامنة للجسم.

## التعريف
يُعرَّف موتر طاقة الوضع لتشاندراسخار كما الآتي:
{\displaystyle W_{ij}=-{\frac {1}{2}}\int _{V}\rho \Phi _{ij}d\mathbf {x} =\int _{V}\rho x_{i}{\frac {\partial \Phi }{\partial x_{j}}}d\mathbf {x} }
عندما يكون:
{\displaystyle \Phi _{ij}(\mathbf {x} )=G\int _{V}\rho (\mathbf {x'} ){\frac {(x_{i}-x_{i}')(x_{j}-x_{j}')}{|\mathbf {x} -\mathbf {x'} |^{3}}}d\mathbf {x'} ,\quad \Rightarrow \quad \Phi _{ii}=\Phi =G\int _{V}{\frac {\rho (\mathbf {x'} )}{|\mathbf {x} -\mathbf {x'} |}}d\mathbf {x'} }
بحيث:
- يعبّر {\displaystyle G} عن ثابت الجاذبية.
- يعبّر {\displaystyle \Phi (\mathbf {x} )} عن جهد الجاذبية الذاتي من قانون نيوتن للجاذبية.
- {\displaystyle \Phi _{ij}} هو النسخة المعممة من {\displaystyle \Phi }.
- يعبّر {\displaystyle \rho (\mathbf {x} )} عن توزع كثافة المادة.
- يشير {\displaystyle V} إلى حجم الجسم.

من الواضح أنّ {\displaystyle W_{ij}} هو موتر مماثل من تعريفه، وأثر موتر تشاندراسخار {\displaystyle W_{ij}} ما هو إلا الطاقة الكامنة {\displaystyle W}.
{\displaystyle W=W_{ii}=-{\frac {1}{2}}\int _{V}\rho \Phi d\mathbf {x} =\int _{V}\rho x_{i}{\frac {\partial \Phi }{\partial x_{i}}}d\mathbf {x} }
وبذلك يمكن النظر لموتر تشاندراسخار على أنه تعميم للطاقة الكامنة (طاقة الوضع).

## برهان تشاندراسخار
لنعتبر مادة ما كتلتها {\displaystyle V} وكثافتها {\displaystyle \rho (\mathbf {x} )}، بذلك يكون:
{\displaystyle {\begin{aligned}W_{ij}&=-{\frac {1}{2}}\int _{V}\rho \Phi _{ij}d\mathbf {x} \\&=-{\frac {1}{2}}G\int _{V}\int _{V}\rho (\mathbf {x} )\rho (\mathbf {x'} ){\frac {(x_{i}-x_{i}')(x_{j}-x_{j}')}{|\mathbf {x} -\mathbf {x'} |^{3}}}d\mathbf {x'} d\mathbf {x} \\&=-G\int _{V}\int _{V}\rho (\mathbf {x} )\rho (\mathbf {x'} ){\frac {x_{i}(x_{j}-x_{j}')}{|\mathbf {x} -\mathbf {x'} |^{3}}}d\mathbf {x} d\mathbf {x'} \\&=G\int _{V}d\mathbf {x} \rho (\mathbf {x} )x_{i}{\frac {\partial }{\partial x_{j}}}\int _{V}d\mathbf {x'} {\frac {\rho (\mathbf {x'} )}{|\mathbf {x} -\mathbf {x'} |}}\\&=\int _{V}\rho x_{i}{\frac {\partial \Phi }{\partial x_{j}}}d\mathbf {x} \end{aligned}}}

## موتر تشاندراسخار بالنسبة للجهد السلمي
يُعرّف الجهد السلمي كما الآتي:
{\displaystyle \chi (\mathbf {x} )=-G\int _{V}\rho (\mathbf {x'} )|\mathbf {x} -\mathbf {x'} |d\mathbf {x'} }
وقد برهن تشاندراسخار أنّ:ref>Chandrasekhar, Subrahmanyan. Ellipsoidal figures of equilibrium. Vol. 9. New Haven: Yale University Press, 1969.</ref>
{\displaystyle W_{ij}=\delta _{ij}W+{\frac {\partial ^{2}\chi }{\partial x_{i}\partial x_{j}}}}
باعتبار {\displaystyle i=j} فإننا نحصل على {\displaystyle \nabla ^{2}\chi =-2W}، وبالأخذ بمؤثر لابلاس مرة أخرى فإننا نحصل على {\displaystyle \nabla ^{4}\chi =8\pi G\rho }.